# Hans Fassnacht
Hans Fassnacht, né le 28 novembre 1950 à Wollenberg, est un nageur ouest-allemand, spécialiste des courses de nage libre et de papillon.

## Carrière
Hans Fassnacht remporte six médailles aux championnats d'Europe de natation 1970 ; trois médailles d'or (sur 200 et 1 500 mètres nage libre et sur le relais 4 × 200 mètres nage libre) et trois médailles d'argent (sur 400 mètres nage libre, 400 mètres 4 nages et sur le relais 4 × 100 mètres nage libre). Il obtient la médaille d'argent aux Jeux olympiques de 1972 à Munich sur le relais 4 × 200 mètres nage libre.
Il est désigné Personnalité sportive allemande de l'année trois années de suite (en 1969, 1970 et 1971), devant le footballeur Franz Beckenbauer.
Il intègre l'International Swimming Hall of Fame en 1992.